# 神戸市立鷹取中学校
神戸市立鷹取中学校（こうべしりつ たかとりちゅうがっこう）は、兵庫県神戸市須磨区にある公立中学校。

## 沿革
- 1947年 - （昭和22年）4月22日 開校。生徒数715名(当時)。
- 1995年 - （平成7年）1月17日 午前5時46分、阪神・淡路大震災が発生。生徒の家屋6割以上が全壊・半壊。生徒からも2名の犠牲者が出る。校内に被災者の避難所を設置。
- 1995年 - （平成7年）8月14日 校内の避難所を閉鎖。
- 2002年 - （平成14年）4月1日 完全学校週5日制を開始。
- 2013年 - （平成25年）普通教室　空調設備設置

## 校区
- 小寺町一丁目 ~ 四丁目
- 古川町一丁目 ~ 四丁目
- 鷹取町一丁目 ~ 四丁目
- 青葉町一丁目 ~ 四丁目
- 外浜町一丁目 ~ 四丁目
- 若宮町一丁目 ~ 三丁目
- 衣掛町一丁目 ~ 五丁目
- 行平町一丁目 ~ 三丁目
- 磯馴町一丁目 ~ 六丁目
- 村雨町三丁目 ~ 六丁目
- 松風町三丁目 ~ 七丁目
- 稲葉町一丁目 ~ 七丁目
- 北町一丁目 ~ 三丁目
- 南町一丁目 ~ 三丁目
- 月見山本町一丁目 ~ 二丁目
- 行幸町一丁目 ~ 四丁目
- 天神町一丁目 ~ 五丁目
- 須磨本町一丁目 ~ 二丁目
- 千守町一丁目 ~ 二丁目
- 須磨浦通一丁目 ~ 六丁目
- 関守町一丁目 ~ 三丁目
- 潮見台町一丁目 ~ 五丁目
- 一ノ谷町一丁目 ~ 五丁目
- 西須磨（鉄拐）

## 部活動

### 運動部
- 野球部
- サッカー部
- 陸上競技部
- バスケットボール部
- ソフトテニス部
- 卓球部
- バレーボール部

### 文化部
- 吹奏楽部
- 美術部
- 生活文化部
- 情報科学部

## 制服
- 男子　
  - 冬服は標準的な学生服上下である。
  - 夏服はカッターシャツ、スラックスである。
- 女子　
  - 冬服はブレザー、ブラウス、ジャンパースカートである。
  - 夏服はブラウス、吊りスカートである。

## 周辺
- 妙法寺川
- 須磨郵便局
- 神戸市立若宮小学校
- 神戸市立西須磨小学校
- 阪神高速3号神戸線
  - 若宮出入口
  - 若宮カーブ
- 妙法寺川左岸公園
- 鷹取駅
- 県立工業技術センター
- 新須磨病院
- 須磨消防署
- 神戸市立須磨体育館
- 天井川
- 南須磨公民館
- 須磨水族館

## 卒業生
- 黒田有彩（芸能人）
- 佐川満男（芸能人）
- 濵田幸一（実業家、アースインフィニティ創業者・社長）
- 堀柊那 （プロ野球選手）

## 交通アクセス
- 西日本旅客鉄道（JR西日本）鷹取駅から南西へ400m。
- 神戸市営バス（・81系統）鷹取町（マルアイ前）バス停から北西へ200m。

## 通学区域が隣接している学校
- 神戸市立駒ケ林中学校
- 神戸市立太田中学校
- 神戸市立飛松中学校
- 神戸市立高倉中学校
- 神戸市立塩屋中学校